# Milly Alcock
Amelia May Alcock (sinh ngày 11/4/2000) là nữ diễn viên người Úc. Cô thủ vai Rhaenyra Targaryen thời trẻ trong loạt phim giả tưởng "House of the Dragon" (2022) của đài HBO.
Năm 2018, Alcock được Hiệp hội Diễn viên Úc (CGA) vinh danh là một ngôi sao mới. Cô từng tham gia một số vai phụ trong các phim như  "Fighting Season" (2018), "Pine Gap" (2018), "The Gloaming" (2020) và "Reckoning" (2020).

## Thời thơ ấu
Alcock sinh năm 2000 tại thành phố Sydney, Úc. Cô còn có hai người em trai. Cô từng theo học trường Sân khấu Newton (Newtown High School of the Performing Arts) nhưng sau đó thôi học khi tham gia vào dự án phim truyền hình "Upright".

## Sự nghiệp
Lần đầu tiên Alcock tham gia lĩnh vực truyền hình là vào năm 2014 khi cô có một vai nhỏ trong phim hài lãng mạn "Wonderland" (đài Network Ten). Cô cũng đóng quảng cáo cho một số nhãn hàng như Cadbury, KFC và Woolworths. Từ năm 2015 - 2017, cô tham gia sê-ri B.F. Chefs and Hanging With của Disney Channel.

## Danh sách phim

### Truyền hình
| Năm     | Tên                  | Vai                         | Ghi chú           |
| ------- | -------------------- | --------------------------- | ----------------- |
| 2014    | Wonderland           | Thiếu niên                  | Tập: "Narcissism" |
| 2015–16 | B.F. Chefs           | MC                          |                   |
| 2017    | Hanging With         | MC                          |                   |
| 2017    | Janet King           | Cindi Jackson               | 3 tập             |
| 2018    | A Place to Call Home | Emma Carvolth               | 4 tập             |
| 2018    | Fighting Season      | Maya Nordenfelt             | 6 tập             |
| 2018    | Pine Gap             | Marissa Campbell            | 5 tập             |
| 2019    | Les Norton           | Sian Galese                 | 4 tập             |
| 2019    | Upright              | Meg                         | Vai chính         |
| 2020    | The Gloaming         | Jenny McGinty               | 7 tập             |
| 2020    | Reckoning            | Sam Serrato                 | 10 tập            |
| 2022    | House of the Dragon  | Rhaenyra Targaryen thời trẻ | 5 tập, vai chính  |